# Skryje, Rakovník
Skryje là một làng thuộc huyện Rakovník, vùng Středočeský, Cộng hòa Séc.